# 普羅芒圖斯河
46°23′27″N 6°16′02″E / 46.39094°N 6.26724°E

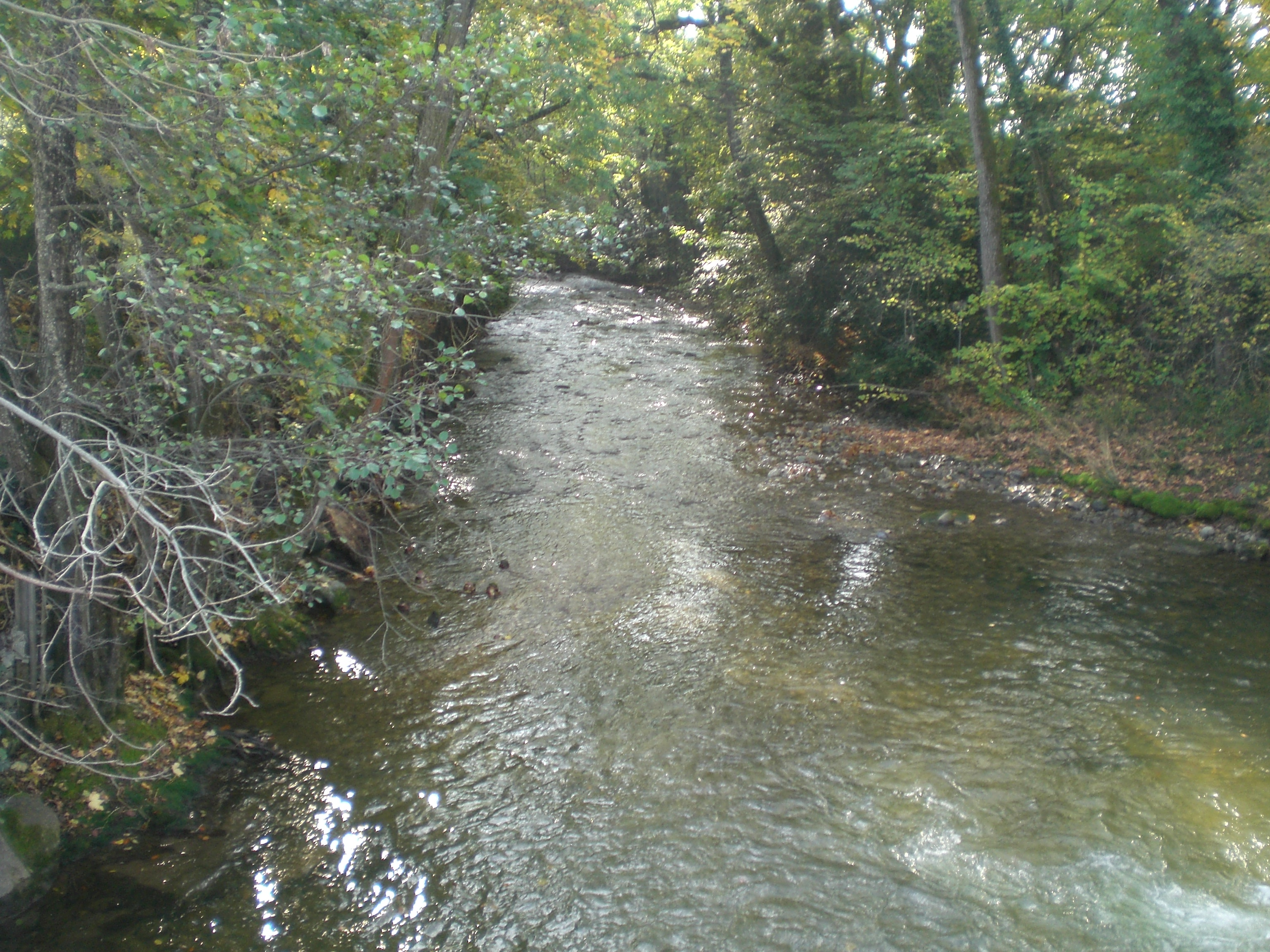

普羅芒圖斯河是瑞士的河流，位於該國西部，流經沃州，屬於羅訥河的支流，河道全長16公里，流域面積121平方公里，最終在普朗然注入萊芒湖。